# Lazarus Union
La Lazarus Union International o Lazarus Union è una organizzazione non governativa internazionale indipendente di volontariato, soccorso umanitario e protezione civile con sede internazionale a Vienna, Austria ed ha lo status consultivo generale presso l'ECOSOC delle Nazioni Unite.

## Storia
L'organizzazione nasce nel 2006 in Austria con la denominazione Corps Saint Lazarus International (CSLI), quale associazione sussidiaria del LHW (Lazarus Hilfswerk), che era stato fondato nel 1973.  È una organizzazione internazionale con sede centrale in Austria, a Vienna, ed è riconosciuta dalle autorità di detto Paese con la registrazione nr. 023914681 (registro centrale austriaco).  In breve tempo il CSLI si espande in Europa ed in molti altri Paesi, in ciascuno dei quali sviluppa progetti con specificità locali. Riconosciuta quale NGO presso l'ONU nel 2013 (Cod.: 632158), nel 2014 ottiene lo status consultivo speciale presso l'ECOSOC delle Nazioni Unite e nel 2019 lo status consultivo generale.
Il riferimento a Lazzaro non è tanto al santo cristiano quanto alla tradizione dei Cavalieri di San Lazzaro, o lazzariti, un ordine nato nell'XI secolo per dare cura ai lebbrosi ed ai più bisognosi,, e sciolto nel 1574.

## Organizzazione
La sede centrale e segreteria generale sono in Vienna.

### Struttura
La Lazarus Union è organizzata in Corpi (solitamente corrispondenti ad un Paese), ciascun corpo è articolato in unità territoriali o funzionali più piccole. Come altri corpi ed organizzazioni sorti per prestare soccorso, il CSLI ha una organizzazione gerarchica di tipo militare ed adotta proprie uniformi e distintivi. I gradi sono di tipo funzionale, in relazione agli incarichi espletati ed alle competenze individuali possedute.

### In Italia
Il ramo italiano della Lazarus Union è il Corpo Italiano di San Lazzaro, organizzazione di volontariato (OdV) senza scopo di lucro con finalità di assistenza e supporto sociale, protezione civile e tutela e valorizzazione dei beni culturali. Costituitosi formalmente il 1 marzo 2009, il Corpo ha sette sedi sul territorio, in Campania, Lazio, Sardegna e Toscana e delegazioni in Lombardia ed Emilia-Romagna. La sede nazionale è a Napoli. Ogni anno il Corpo organizza in Italia il suo principale evento in occasione della giornata internazionale per la riduzione dei disastri indetta dalle Nazioni Unite. Tra le attività in emergenza svolte dall'associazione vi sono state iniziative volte al controllo sanitario ed all'assistenza ai più anziani durante la pandemia da Coronavirus.

## Presidenti della Lazarus Union
- 2006 - 2019:  Wolfgang Steinhardt
- 2019 - 2022:  Lothar Gellert
- 2022 - in carica:  Oliver M. Gruber-Lavin